# Delta de la Tordera
El río Tordera, forma en su desembocadura una laguna aislada del mar por un brazo de arena dinámico creado por los sedimentos fluviales y que conforman el Delta de la Tordera de unos aproximadamente ocho kilómetros cuadrados de extensión variable, situado en la comarca del Maresme y la Selva, en la provincia de Barcelona, Cataluña. España. 
Un espacio de un importante valor natural y ecológico, en especial para las aves migratorias que utilizan dicha zona como punto de refugio, alimentación y reposo en sus rutas migratorias hacia el centro y norte de Europa. Cabe destacar que se trata de un punto estratégico para poder realizar una parada entre los Aiguamolls (humedales) del Empordà, el Delta del Llobregat y el Delta del Ebro
El Delta de la Tordera está declarado Espacio Natural Protegido, e incluido en la Red Natura 2000: Zonas Especiales de Conservación ZEC (Zona de Especial Conservación) según la ley 12/1985, de 13 de junio, y Decreto 328/1992, de 14 de diciembre.

## Situación
El río Tordera nace en Sant Marçal en el macizo del Montseny y, tras recorrer un total de 61 kilómetros, desemboca en el mar Mediterráneo formando el Delta de la Tordera, entre las poblaciones de Blanes y Malgrat de Mar. Año tras año, el aspecto del Delta es diferente, éste se modifica en función de las corrientes marinas y fluviales. A destacar la última riada histórica, consecuencia de la borrasca Gloria en el 2020, y que tras una aportación masiva de sedimentos el delta gana terreno al mar, formando una enorme barra de arena que se adentra unos 300m en mar abierto y conformando una enorme i espectacular laguna interior.  

## Descripción
El paisaje del delta se caracteriza por el predominio de la vegetación pantanosa y bosque de ribera con presencia de cañaverales y algo de matorral y herbazal; Donde existe una notable diversidad de flora y fauna propias de estos espacios húmedos.

## Especies animales
Entre la herpetofauna podemos destacar la presencia de galápago leproso (Mauremys leprosa), galápago europeo (Emys orbicularis), ranita meridional (Hyla meridionalis), sapo de espuelas (Pelobates cultripes) y la culebra de collar ("Natrix natrix"), entre otros.
En cuanto a la avifauna, rica en anatidas y aves palustres, éstas varían según los periodos de migración. Sin duda el Zorzal (Turdus philomelos), también denominado Tordo (de ahí el nombre del río, debido a la gran presencia de estos) es una de las aves más emblemáticas. Cabe destacar la presencia de la garza real (Ardea cinerea), el flamenco (Phoenicopterus roseus),  el andarios chico (Actitis hypoleucos), el chorlitejo chico (Charadrius dubius), el martín pescador (Alcedo atthis), la lavandera boyera (Motacilla flava),  la gaviota de Audouin (Ichthyaetus audouinii), el Águila pescadora (Pandion haliaetus), entre muchos otros.
Y si hablamos de mamíferos destacaríamos la presencia de la pequeña comadreja (Mustela nivalis), el Erizo común (Erinaceus europaeus), el tejón (Meles meles), una especie invasora como es el visón americano (Neovison vison), y las visitas habituales de zorros (Vulpes vulpes) y jabalíes (Sus scrofa) en sus correrías nocturnas.

## Especies vegetales
Todo y que la caña (Arundo donax), especie invasora originaria del continente asiático, es la predominante, también podemos encontrar especies típicas de humedales y bosque de ribera como pueden ser los olmos (Ulmus),  sauces (Salix sp.),  fresnos (fraxinus), acacias (Robinia) y Alisos (Alnus glutinosa)